# Раповка
Раповка — деревня в Тёмкинском районе Смоленской области России. Входит в состав Батюшковского сельского поселения. Население — 1 житель (2019 год).
Расположена в восточной части области в 10 км к северу от Тёмкина, в 31 км юго-восточнее автодороги М1 «Беларусь», на берегу реки Воря. В 12 км южнее деревни расположена железнодорожная станция Тёмкино на линии Вязьма — Калуга.

## История
В годы Великой Отечественной войны деревня была оккупирована гитлеровскими войсками в октябре 1941 года, освобождена в марте 1943 года.